# Adrapana
Adrapana fou una residència reial dels parts. És esmentada per Isidor de Carax que l'anomena "basileia" (reial).
Fou destruïda per Tigranes II d'Armènia el Gran en la seva campanya contra els parts el 87 aC.
Ha estat identificada amb la moderna Asadabad.